# 石井浩郎
石井浩郎（1964年6月21日—）為日本的棒球選手、實業家與政治人物，出生於秋田縣南秋田郡八郎潟町。他曾效力於早稻田大學校隊和日本職棒讀賣巨人等，2002年退休，生涯通算162支全壘打。2010年投身政壇，代表自由民主黨參選參議院議員並成功當選。